# بخش گارگارینسکی، استان اسمولنسک
بخش گارگارینسکی (به لاتین: Gagarinsky District) یک منطقهٔ مسکونی در روسیه است که در استان اسمولنسک واقع شده‌است.